# Заведеј
Зеведеј је библијска личност Новога завета, муж Саломе следбенице Исуса Христа и отац апостола Јакова и Јована.
Зеведеј и Саломија су живели на обали Генисаретског језера, вероватно у Витсаиди, где је Зеведеј зарађивао за живот као рибар. Из помена у Јеванђељу о његовим радницима и из познанства његовог сина са првосвештеником Аном, може се претпоставити да је породица Зеведејева била прилично имућна, иако је живела од ручног рада.

## Породица Зеведеј
Име Зеведеј се појављује у јеванђељском наративу, и то код јеванђелиста Матеја и Марка, где је представљен са својим синовима како седе у чамцу и крпе рибарске мреже. На прву реч Исуса Христа, Зеведеј је дозволио обојици својих синова да пођу с њим, иако он сам, по свему судећи, није био Христов ученик. Међутим, та спремност да тако брзо пусти своје синове Јакова и Јована да оду за Исусом даје повода да се мисли да је, или након проповеди Јована Крститеља, или из неког другог разлога, припадао, као и Симеон Богопримац, оним Јеврејима који су чекали Спаситеља Израиља.
Нема података о даљем животу Зеведејевом, иако мисле да је умро пре страдања Господњег.